# Na hromádce s ex
Na hromádce s ex (v anglickém originále Splitting Up Together) je americký televizní sitcom, vytvořený Emily Kapnek. Je vysílán od 27. března 2018 na stanici ABC. Hlavní role hrají Jenna Fischer a Oliver Hudson. Dne 11. května 2018 stanice objednala druhou řadu.
Stanice seriál zrušila po odvysílání dvou řad dne 10. května 2019.

## Obsazení

### Hlavní role
- Jenna Fischer jako Lena
- Oliver Hudson jako Martin
- Bobby Lee jako Arthur
- Diane Farr jako Maya
- Lindsay Price jako Camille
- Olivia Keville jako Mae
- Van Crosby jako Mason
- Sander Thomas jako Milo

### Vedlejší role
- Kelsey Asbille jako Charlotte
- Trent Garrett jako Wes
- Geoff Pierson jako Henry

## Jednotlivé díly

### První řada (2018)
| Č. v seriálu | Č. v řadě | Původní název                     | Režie          | Scénář           | Premiéra v USA  |
| ------------ | --------- | --------------------------------- | -------------- | ---------------- | --------------- |
| 1            | 1         | Pilot                             | Dean Holland   | Emily Kapnek     | 27. března 2018 |
| 2            | 2         | Devil May Care                    | Dean Holland   | Brian Rubenstein | 3. dubna 2018   |
| 3            | 3         | Street Meat                       | Dean Holland   | Brian Rubenstein | 10. dubna 2015  |
| 4            | 4         | The Exes                          | Helen Hunt     | Brian Gallivan   | 17. dubna 2018  |
| 5            | 5         | Nevertheless... She Went Clubbing | Dean Holland   | Neel Shah        | 1. května 2018  |
| 6            | 6         | Letting Ghost                     | Jay Karas      | Emma Barrie      | 8. května 2018  |
| 7            | 7         | Star of Milo                      | Morgan Sackett | Ally Israelson   | 15. května 2018 |
| 8            | 8         | Heat Wave                         | Dean Holland   | Emily Kapnek     | 22. května 2018 |

### Druhá řada (2018)
| Č. v seriálu | Č. v řadě | Původní název               | Režie          | Scénář                | Premiéra v USA     |
| ------------ | --------- | --------------------------- | -------------- | --------------------- | ------------------ |
| 9            | 1         | Sign Language               | Dean Holland   | Emily Kapnek          | 16. října 2018     |
| 10           | 2         | Asking for a Friend         | Michael Engler | Sierra Teller Ornelas | 23. října 2018     |
| 11           | 3         | We Need to Talk About Kevin | Dean Holland   | Owen Ellickson        | 30. října 2015     |
| 12           | 4         | War of the Wagners          | Adam Davidson  | Brian Gallivan        | 13. listopadu 2018 |
| 13           | 5         | Yes, Deer                   | Dean Holland   | Brian Rubenstein      | 20. listopadu 2018 |
| 14           | 6         | Glowing Pains               | Dean Holland   | Ally Isrealson        | 27. listopadu 2018 |
| 15           | 7         | Paige Turner                | Dean Holland   | Sierra Ornelas        | 4. prosince 2018   |
| 16           | 8         | Heat Wave                   | Jay Karas      | Emma Barrie           | 11. prosince 2018  |
| 17           | 9         | Contact High                | Dean Holland   | Emma Barrie           | 8. ledna 2019      |
| 18           | 10        | China-Curious               | Maggie Carey   | Ally Israelson        | 15. ledna 2019     |

## Produkce
Seriál je inspirovaný dánskou dramakomedií Bedre skilt end aldrig, od tvůrců Mette Heeno, Mie Andreasen a Hella Joofa, který byl adaptován pro americké diváky Emily Kapnekovou a Heenou. Spolu působí jako spolu-tvůrci a výkonní producenti, společně s Ellen DeGeneres, Jeffem Kleemanem, Andreasen a Joofem z produkčních společností A Very Good Productions, Pice of Pie Productions a Warner Bros. Television.
První řada byla objednaná dne 11. května 2017 a o rok později stanice objednala řadu druhou.